# Santa Maria "Regina Pacis" in Ostia mare (titre cardinalice)
Le titre cardinalice de Santa Maria "Regina Pacis" in Ostia mare est érigé par le pape Paul VI le 5 mars 1973 et rattaché à l'église di Santa Maria Regina Pacis d'Ostie qui se trouve dans le quartier romain du Lido di Ostia Levante.

## Titulaires
| - James Darcy Freeman (1973-1991) - Paul Joseph Pham Ðình Tung (1994-2009) - Laurent Monsengwo Pasinya (2010-2021) - William Goh (depuis 2022) |